# 14413 Geiger
14413 Geiger (1991 RT3) là một tiểu hành tinh vành đai chính được phát hiện ngày 5 tháng 9 năm 1991 bởi F. Borngen và L. D. Schmadel ở Tautenburg.